# André Dacier
André Dacier (Castres, 6 aprile 1651 – Parigi, 12 settembre 1722) è stato un filologo, traduttore e scrittore francese.
Figlio di un avvocato protestante, studiò all'Accademia di Saumur sotto Tanneguy Le Fèvre, ed ebbe per compagna di studi la figlia del suo maestro, Anne: si sposarono nel 1683. Entrambi abiurarono il protestantesimo nel quale erano stati allevati.
Dacier fu messo da Montausier nel gruppo degli scienziati incaricati di commentare gli autori antichi ad usum Delphini e poi ottenne il posto di bibliotecario del Cabinet du Roi, fu accolto nel 1695 nell'Académie des inscriptions e poco dopo nell'Académie française, nella quale divenne nel 1713 il segretario perpetuo.
Appoggiò la moglie nella querelle des Anciens et des Modernes provocata dalla pubblicazione di Houdar de la Motte di una versione ridotta e modificata della sua traduzione dell'Iliade, alla quale lei replicò con l'opera Des Causes de la corruption du goût.

## Traduzioni
André Dacier tradusse e pubblicò un gran numero d'opere di autori greci e latini, Omero, Platone, Aristotele, Senofonte, Sofocle, Ippocrate, Ierocle di Alessandria, Epitteto, Plutarco, Orazio, Marco Aurelio, Anastasio Sinaita, Sesto Pompeo Festo e Verrio Flacco.